# Шкрилєвець
Шкрилєвець (хорв. Škriljevec) — населений пункт у Хорватії, в Вараждинській жупанії у складі міста Іванець.

## Населення
Населення за даними перепису 2011 року становило 247 осіб.
Динаміка чисельності населення поселення:

## Клімат
Середня річна температура становить 10,06 °C, середня максимальна – 23,77 °C, а середня мінімальна – -5,82 °C. Середня річна кількість опадів – 909 мм.
| Клімат поселення                              | Клімат поселення | Клімат поселення | Клімат поселення | Клімат поселення | Клімат поселення | Клімат поселення | Клімат поселення | Клімат поселення | Клімат поселення | Клімат поселення | Клімат поселення | Клімат поселення | Клімат поселення |
| Показник                                      | Січ.             | Лют.             | Бер.             | Квіт.            | Трав.            | Черв.            | Лип.             | Серп.            | Вер.             | Жовт.            | Лист.            | Груд.            |                  |
| Середній максимум, °C                         | 5,57             | 7,32             | 11,60            | 15,86            | 20,72            | 23,77            | 23,23            | 22,64            | 18,67            | 13,73            | 8,16             | 4,28             |                  |
| Середня температура, °C                       | −0,12            | 1,62             | 5,91             | 10,14            | 15,04            | 18,08            | 19,78            | 19,20            | 15,24            | 10,29            | 4,72             | 0,84             |                  |
| Середній мінімум, °C                          | −5,82            | −4,06            | 0,22             | 4,47             | 9,35             | 12,38            | 16,36            | 15,76            | 11,79            | 6,84             | 1,28             | −2,61            |                  |
| Норма опадів, мм                              | 45               | 47               | 60               | 70               | 77               | 105              | 91               | 94               | 87               | 87               | 83               | 63               |                  |
| Середньомісячна швидкість вітру, м/с          | 1.94             | 2.20             | 2.51             | 2.50             | 2.37             | 2.10             | 2.01             | 1.81             | 1.88             | 1.91             | 2.02             | 2.01             |                  |
| Середньомісячна сонячна радіація, кДж/м²·день | 4066             | 6794             | 10541            | 14904            | 18963            | 20796            | 21548            | 18701            | 13854            | 8636             | 4582             | 3287             |                  |
| --------------------------------------------- | ---------------- | ---------------- | ---------------- | ---------------- | ---------------- | ---------------- | ---------------- | ---------------- | ---------------- | ---------------- | ---------------- | ---------------- | ---------------- |
| Джерело:                                      |                  |                  |                  |                  |                  |                  |                  |                  |                  |                  |                  |                  |                  |